# Buza, Cluj
Buza (în maghiară Búza, Nemesbuza, în germană Besotten, Weizendorf, Busaten, Busendorf) este satul de reședință al comunei cu același nume din județul Cluj, Transilvania, România.

## Date geografice
Comuna Buza se află în nord-estul județului Cluj, la 80 de km de Cluj-Napoca, 50 de km de Dej și 35 de km de Gherla. Este situată la poalele Dealului Ascuțit, care aparține dealurilor Jimborului.
Localitatea are o populație de 1.213 locuitori.
Buza se învecinează cu comunele Țaga, Geaca, Cătina și Chiochiș, teritoriul comunei fiind traversat de râul Valea Buzei.

## Istoric
Primele informații cunoscute despre Buza există din anul 1329, din arhiva regenției Ardealului, a județului și din Consignația de Stat Topografică a Pricipatelor Transilvaniei. În acel an avea denumirea de "Buza", iar câteva sute de ani mai târziu, în 1644 apare menționată ca "nobila Buzah", și în 1831 sub numele de "Besoten". În decursul timpului zona a fost proprietatea a mai multor nobili. În 1376 era în proprietatea lui Buzași Mihai, în 1395 a lui Bebec Ștefan, iar în 1455 apare menționată ca oraș sub domnia voievodului Bebec Imre.

## Monument
Fostul "Conac Csaky" din satul Buza este înscris pe "Lista monumentelor istorice dispărute", elaborată de Ministerul Culturii și Cultelor în anul 2004 (datare: sec. XVIII, cod 13B0297).

## Lăcașuri de cult
- Biserica Ortodoxă (ridicată în 1966).
- Biserica Reformată-Calvină (construită în anul 2007).
- Biserica Adventistă de Ziua a Șaptea (construită în anul 2001).
- Biserica Penticostală (construită în anul 2005).

## Obiective turistice
- Conacul Buza din secolul al XVIII-lea